# Spritzpistole
Eine Spritzpistole ist ein Werkzeug zum Auftragen von Lacken und Dispersionsfarben, das nach seiner Verwendung auch als Lackierspritzpistole oder Farbspritzpistole (umgangssprachlich teilweise ohne den Zusatz …spritz…) bezeichnet wird. Das Material wird mit Hilfe von Druckluft aus einem Kompressor oder einer Pumpe zerstäubt und auf den zu beschichtenden Gegenstand aufgetragen. Im Vergleich zum manuellen Lackauftrag mit dem Pinsel kann durch den Einsatz einer Spritzpistole die Wirksamkeit gesteigert werden. Durch die Zerstäubung des Lackes wird eine wesentlich bessere Oberflächenqualität erzielt.
Der Begriff Spritzpistole wird vor allem für solche Geräte verwendet, die dem technischen und industriellen Farbauftrag dienen. Bei Farbspritzpistolen für kleinste Lackmengen, die von Künstlern benutzt werden, wird der englische Begriff Airbrush verwendet.

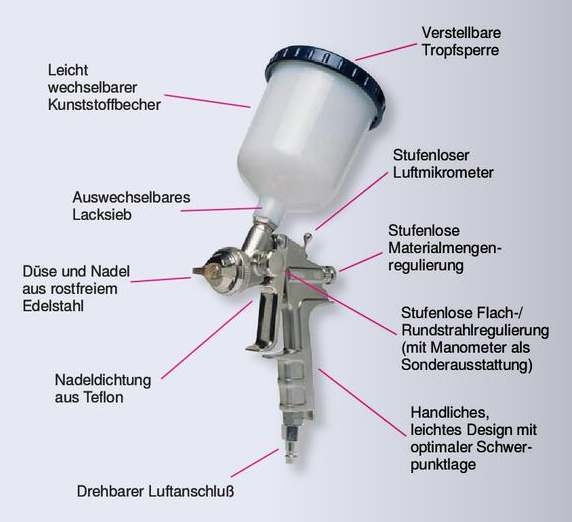
Funktionsbeschreibung

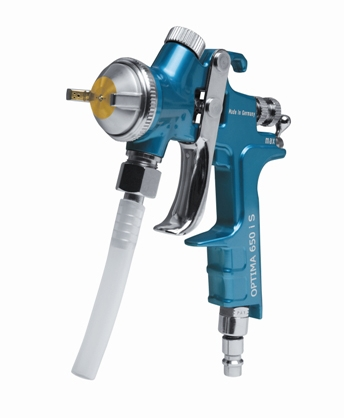
Farbspritzpistole mit Sauganschluss

## Grundprinzip
Mit Hilfe des Druckunterschiedes wird ein flüssiger Stoff zu kleinen Tropfen zerstäubt. Die Tröpfchen lagern sich auf dem angesprühten Gegenstand ab und bilden einen zusammenfließenden Oberflächenfilm, wenn sie in genügender Menge aufgetragen wurden. Die Erzeugung des Druckunterschiedes und auch die Zuführung des zu zerstäubenden Stoffes kann auf verschiedene Weisen erfolgen, die einzelnen Spritzverfahren werden nach der Art des Druckaufbaus unterschieden.

### Materialzuführung
Die Materialzuführung zur Spritzpistole kann je nach System drucklos oder mit Druck erfolgen.
Die einfachste Zuführart ist der Fließbecher, welcher sich über der Pistole befindet. Hier wird das aufzutragende Lackmaterial durch die Schwerkraft zur Pistole befördert. Dieses System ist sehr einfach aufgebaut, hat aber den Nachteil, dass die Pistole nicht stark geneigt werden kann. Diese Materialzuführung wird besonders bei Airbrusharbeiten verwendet, da solche Airbrushpistolen auch mit kleinsten Farbmengen arbeiten können.
Ähnlich einfach aufgebaut sind Spritzpistolen mit Saugbecher. Bei diesen wird der aufzutragende Lack mit Hilfe eines Venturi-Rohrs aus dem Behälter gesaugt. Der Nachteil ist, dass der aufzutragende Stoff im Saugbecher nicht zu dickflüssig sein darf. Indem man in einem Spritzsystem mit Drucktank den Behälter unter Druck setzt, kann dieser Nachteil behoben werden.
Bei industriellen Großanlagen wird der Lack in einem zentralen Tank gelagert und über ein Ringsystem mit Umlaufprinzip zu den einzelnen Spritzpistolen befördert.

## Bauarten

### Konventionelle Farbspritzpistole
Beim konventionellen Lackieren mit Druckluft wird die Farbe mit einem Luftdruck von 2,5 bis 4 bar zerstäubt. Lufteingangsdruck in die Spritzpistole ist hierbei etwa 2,5 bis 5 bar, gemessen unter der Luftkappe. Durch diese Spritztechnik wird feinste Zerstäubung und das beste Spritzergebnis erzielt. Der Lack wird durch die Geschwindigkeitsdifferenz von Material- und Luftstrom in Tröpfchen zerteilt. Je höher die Geschwindigkeitsdifferenz und der Unterdruck, desto kleiner die Tröpfchengröße und feiner sind Zerstäubung und Spritzergebnis. Bei kleineren Tröpfchen entsteht jedoch mehr Spritznebel.

### Druckluftspritzpistole / Niederdruckspritzpistole
Bei druckluftbetriebenen Spritzpistolen wird der Lack durch die ringförmig um die Düse austretende Luft zerstäubt und auf das Werkstück getragen. Die Farbe gelangt entweder über einen an der Spritzpistole angebrachten Fließ- oder Saugbecher in die Düse oder wird durch einen Schlauch von einem Druckbehälter oder einer Pumpe zugeführt. Durch dieses Verfahren wird der Lackstrahl in sehr feine Tröpfchen zerstäubt, wodurch sich ein sehr gutes Spritzbild ergibt, aber auch viel Farbnebel entsteht.

### HVLP-Spritzpistole
Bei der HVLP-Technik (High Volume Low Pressure) wird der Lufteingangsdruck in der Spritzpistole auf ein Bruchteil reduziert, etwa auf ein Verhältnis von 1:6 bis 1:10. Bei 5 bar Lufteingangsdruck beträgt der Luftdruck unter der Luftkappe also 0,5 bis 0,7 bar. Der Luftdruck unter der Luftkappe darf hier maximal 0,7 bar betragen. Hierbei sinkt die Geschwindigkeitsdifferenz zwischen Material- und Luftstrom, wodurch größere Tröpfchen und weniger Spritznebel entstehen. Dabei wird bis zu 80 % des Lacks auf der Oberfläche aufgetragen. Das HVLP-Verfahren wurde in Kalifornien (USA) unter dem Druck strenger Umweltgesetze entwickelt.

### LVLP-Spritzpistole
Das LVLP-Verfahren (Low Volume Low Pressure) ist eine Weiterentwicklung des HVLP-Verfahrens mit deutlich gesenktem Luftverbrauch. Gute LVLP-Spritzpistolen haben einen Luftverbrauch von nur 230 bis 260 Nl/min. Sie benötigen bis zu 40 % oder 150 Nl/min weniger Luft gegenüber dem Verbrauch herkömmlicher HVLP-Spritzpistolen von ca. 380 Nl/min. Das LVLP-Verfahren bietet gegenüber HVLP-Verfahren den Vorteil, dass durch den reduzierten Luftdurchsatz auch der Farbnebel und Farbrückprall reduziert werden. Darüber hinaus können die Kosten bei Lack und Filtern um bis zu 40 % reduziert und ein besseres Spritzbild erreicht werden.

### Airless-Spritzpistole
Beim Airless-Spritzverfahren (Lackieren ohne Druckluftzerstäubung) erfolgt die Zerstäubung des Lackes mit hydraulischem Druck bei 50 bis 250 bar. Der Lack wird durch eine Pumpe unter Druck gesetzt und so durch eine Düse gepresst, dass er ebenfalls fein zerstäubt wird. Die Farbe löst sich hierbei ca. 2–3 mm hinter der Düse in Tröpfchen auf. Da ohne Luft zerstäubt wird, kommt es zu einer geringeren Lacknebelbildung.
Vorteile des Airless-Verfahrens gegenüber der Zerstäubung mit Druckluft sind keine Bläschenbildung auf der zu lackierenden Oberfläche, da ohne Luftzufuhr gespritzt wird, geringerer Lackverbrauch durch weniger Sprühnebel sowie eine schnellere Lackierung großer Flächen.
Die Nachteile bestehen in einer weniger feinen Zerstäubung des Lacks mit Randzonenbildung, was beim Lackieren von Flächen bei Überlappungen zu Streifenbildung führen kann. Mit diesem Verfahren kann nicht transluzent gebeizt oder patiniert werden. Während des Spritzens kann die Auftragsmenge nicht reguliert werden und durch den hohen Druck ist die Unfallgefahr größer.

### Luftunterstützte Airless-Spritzpistole / AirCombi-Spritzpistole

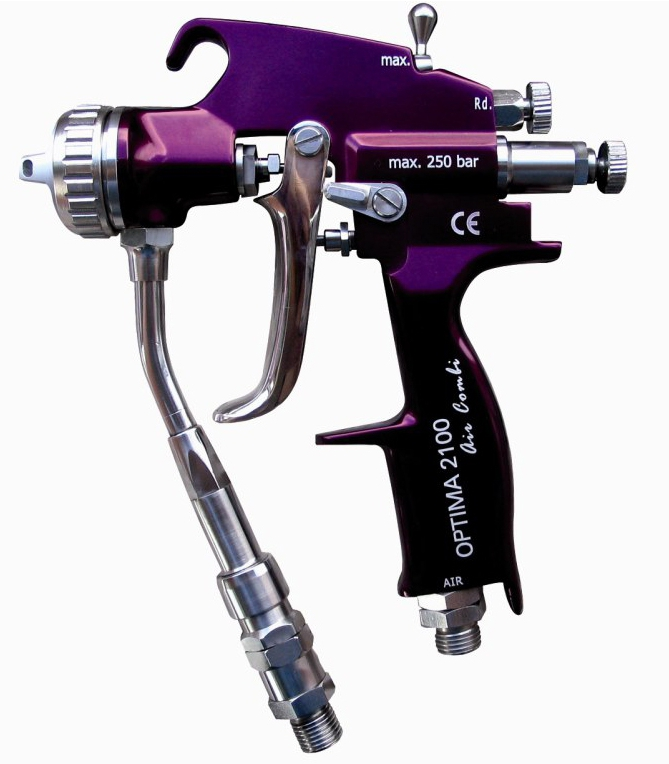
AirCombi-Version

Hierbei handelt es sich um luftunterstütztes Airless-Spritzen, also eine Kombination von Airlesszerstäubung und Luftzerstäubung. Hierdurch können besser Effektivität und feinere Zerstäubung in Randbereichen erreicht werden. Beim luftunterstützten Airless-Spritzen beträgt der Materialeingangsdruck üblicherweise zwischen 30 und 80 bar. Die Geschwindigkeit des Lacks in der Düse beträgt etwa 50 bis 100 m/s.
Beim luftunterstützten Airless-Verfahren wird der durch den Materialdruck entstehende Lackstrahl mit zwei zusätzlichen Luftströmen geformt, welche ihn flacher drücken und sich mit der Farbe vermischen. Dadurch entstehen kleinere Tröpfchen und eine bessere Oberfläche. Die Randzonen sind weicher, wodurch die Übergänge fließender ausfallen. Der Luftdruck unter der Luftkappe beträgt 0,8 bis 1,5 bar und die Austrittsgeschwindigkeit beträgt etwa 150 bis 200 m/s.

### Elektrostatische Spritzpistole
Beim elektrostatischen Lackieren wird elektrostatisch aufgeladenes Material von geerdeten Bauteilen angezogen und erzeugt so eine gleichmäßige Beschichtung bei hohem Auftragswirkungsgrad. Die elektrostatische Spritzpistole erzeugt mit Hilfe einer angelegten Gleichspannung, reguliert durch ein Steuergerät, ein elektrisches Feld zwischen dem geerdeten Werkstück und dem negativ geladenen Sprühkopf der Spritzpistole. Das zu spritzende Material wird somit beim Austreten aus dem Sprühkopf elektrostatisch aufgeladen und vom zu lackierenden Werkstück angezogen. Dadurch gelingt eine Minimierung von Overspray und damit auch ein deutlich effizienteres Lackieren.